# ألف حرز وحرز (كتاب)
الف حرز وحرز هو كتاب من تأليف محمد إبراهيم نصر الإلهي البروجوردي، وهو من علماء القرن الثامن الهجري.